# Clip (ラジオ番組)
『Clip』（クリップ）は、ラジオ関西で2022年4月4日から生放送されているワイド番組。2025年4月1日から平日の13時 - 15時45分に放送。

## 概要
2022年4月4日開始。
2024年4月からはこれまでの放送に加えて、新たに金曜日にも放送されることになった。放送時間も1時間30分拡大され、13:00 - 16:00の3時間の放送になった。。
2025年4月1日からは金曜日に中川家 ザ・ラジオショー（ニッポン放送制作）をネットすることに伴い、1年ぶりに月曜から木曜までの週4日に縮小され、放送時間も15分短縮され15:45までの放送となる。

## 放送時間

### 現在
- 毎週月曜日 - 木曜日 13:00 - 15:45（2025年4月1日 - ）

三連休などで中央競馬が開催され GOGO競馬ホリデー!がラジオ関西で放送時は、本番組を休止する。但し、三日間変則開催で西日本主場が開催されない場合など「ホリデー！」が15時台のみの放送となり、当番組を15時まで短縮放送する場合もある。

### 過去
- 毎週月曜日 - 木曜日 14:30 - 16:00（2022年4月4日 - 2024年3月28日）
- 毎週月曜日 - 金曜日 13:00 - 16:00（2024年4月1日 - 2025年3月28日）

## 出演者（2025年4月1日 - ）
月曜日
- 近藤夏子
- タケモトコウジ

火曜日
- はるかぜに告ぐ[注釈 2]

水曜日
- ワタナベフラワー（クマガイタツロウ・ムサ・イクロー）[注釈 3]

木曜日
- サマンサ・アナンサ[注釈 4]
- 阪田マリン[注釈 5]

### 過去の出演者
- 紅しょうが（熊元プロレス・稲田美紀、火曜パーソナリティ、2022年4月5日 - 2023年3月28日）[注釈 6]
- 春名優輝（当時・ラジオ関西アナウンサー、月曜パーソナリティ、2022年4月4日 - 2024年3月25日）[注釈 7]
- からし蓮根（杉本青空・伊織、水曜パーソナリティ、2022年4月6日 - 2024年3月27日）
- 高山トモヒロ（ケツカッチン、木曜パーソナリティ、2022年4月7日 - 2024年3月28日）
- 慶元まさ美（木曜パーソナリティ、2022年4月7日 - 2024年3月28日）
- 夏きこ（木曜パーソナリティ、2024年4月4日 - 2024年9月26日）[注釈 8]
- 當間琉巧（Lil かんさい、火曜パーソナリティ、2023年4月4日 - 2025年3月25日）[注釈 9]
- 清水健（木曜パーソナリティ、2024年4月4日 - 2025年3月27日）
- 桂米舞（木曜パーソナリティ、2024年10月3日 - 2025年3月27日）[注釈 10]
- ウラリエ（火曜→金曜パーソナリティ、2023年4月4日 - 2025年3月28日）[注釈 11]